# Histoire des États-Unis de 1937 à 1943

## La position de Roosevelt au début de son second mandat
Franklin Delano Roosevelt (1882-1945) est à lui seul le symbole de la société américaine des années 1930 et 1940 : élu président des États-Unis d'Amérique en 1932, 1936, 1940 et 1944, il a profondément marqué son époque. 
Démocrate, il avait notamment été l’homme qui avait su prendre le pays en main après la crise de 1929 ; crise encore très fortement ancrée dans les esprits des Américains en 1937, début de son second mandat présidentiel (la parution cette année-là du roman de John Steinbeck, Les Raisins de la colère, en est une parfaite illustration).
Profondément convaincu des vertus du capitalisme, ce président s’est tout de même entouré d’une équipe d’intellectuels keynésiens qui lui ont fait comprendre qu’il pouvait remplacer le cercle vicieux de la déflation par le cercle vertueux de la reprise par la consommation. Cela s’est traduit par le « New Deal », intervention accrue de l’État dans l'économie qui vise à redonner à chacun de nouvelles chances pour permettre à tous de prendre part à l’effort collectif. Ce fut un succès.
Au début de son second mandat, en 1937, la conjoncture lui était donc favorable. Il n’y avait plus que 7 à 8 millions de chômeurs (14 % de la population active en 1937) ; 6 millions d’emplois avaient été créés depuis 1933, la production industrielle avait été multipliée par deux, l’industrie automobile avait retrouvé le niveau de 1929. L’Amérique semblait sur la voie de sortir de la crise. Face à l’hostilité de plus en plus nette de ses ennemis qui l’accusaient de prendre ses ordres à Moscou et d’organiser la planification et la socialisation de l’économie, Roosevelt choisit d’accentuer encore sa rhétorique progressiste et anticapitaliste. Il assurait combattre les « forces du privilège de l’avidité » et « les forces de l’égoïsme et du pouvoir sans frein ». Il venait d’être élu haut la main, obtenant la majorité dans tous les États sauf le Maine et le Vermont, affichant 60,8 % de voix, marge la plus élevée dans toute l’histoire des États-Unis. Les Démocrates avaient encore progressé aux deux Chambres. Il s’agissait véritablement d’un plébiscite du New Deal.

## Le second mandat de Roosevelt
Malgré cette bonne situation à ses débuts, le second mandat de Roosevelt fut marqué par des difficultés. Il commença par un inutile conflit ouvert avec la Cour suprême, très hostile au New Deal et qui en avait annulé les principales dispositions. Roosevelt, lassé d’une hostilité qu’il percevait comme trop conservatrice, envisagea d’en modifier le recrutement : officiellement pour diminuer l’engorgement des tribunaux, il présenta un projet de loi permettant de nommer un nouveau juge pour tout juge de plus de 70 ans qui refuserait de se retirer. À la Cour suprême, dont l’effectif de neuf membres n’était fixé que par la coutume et non par les institutions, la moyenne d’âge était alors de 71 ans, et aucun poste n’avait été vacant depuis 1932.
Ce n’était pas un coup de force contre la Constitution ; mais c’était une énorme maladresse. On ne modifie pas comme cela des institutions aussi anciennes et « sacrées » ; la Cour suprême était une institution très populaire pour l’immense majorité des Américains, même partisans de Roosevelt : c’est la gardienne suprême de la démocratie face aux aléas de l’élection, et des pouvoirs locaux face aux empiètements de Washington. Roosevelt inquiéta l’opinion par sa volonté de placer le pouvoir judiciaire sous contrôle indirect de l'exécutif ; par la manière dont il procéda aussi, sans jamais désigner explicitement la Cour suprême comme la cible de sa réforme. Très vite, ce fut le blocage : à l’automne 1937, Roosevelt dut se contenter d’une version émasculée de sa proposition. Entre-temps, la Cour suprême, en partie par prudence, avait évolué dans un sens plus favorable au New Deal, validant notamment la loi sur la sécurité sociale. De plus, en mai 1937, la démission d’un conservateur âgé permit à Roosevelt de sauver la face en nommant un juge plus libéral, sans avoir à toucher aux institutions ; puis le hasard voulut que trois postes vaquassent de 1937 à 1939. Mais le mal était fait : pour certains, le démagogue Roosevelt avait des tendances dictatoriales ; par ailleurs, pour la première fois, il avait dû reculer et toute l’année 1937 avait été perdue dans ces luttes vaines.
Et surtout, alors que le PNB venait tout juste de retrouver le niveau de 1929, dans l’été 1937 la situation économique et sociale se détériora à nouveau, très brutalement. Le nombre de chômeurs grimpa de 3 à 4 millions en 7 mois, revenant à 20 % de la population active ; la production industrielle baissa de 30 % en 6 mois ; le Dow Jones perdit 30 % de sa valeur ; les capitaux fuyaient le pays… Cette reprise de la crise était principalement due à la perte de confiance des milieux financiers et en partie aussi à des maladresses de Roosevelt qui, pour revenir à l’équilibre budgétaire, avait brutalement coupé une série de subventions.
Le président, désemparé, ne fit rien durant six mois : toutes les mesures prises depuis cinq ans semblaient avoir échoué ; il n’avait plus à offrir au pays que son optimisme, intact. Ce ne fut qu’en 1938 qu’il s’est décidé à faire passer quelques nouvelles mesures, que l’on désigne parfois du nom de « troisième New Deal » : certains historiens le considèrent comme le plus keynésiens des trois trains de mesures prises dans les années 1930, notamment parce qu’il faisait appel systématiquement, et ouvertement, au déficit budgétaire. Il s’agissait dans l’ensemble de mesures d’urgence prises dans la panique ; mais elles se traduisirent par une relance des dépenses fédérales, donc un déséquilibre du budget. 
Mais Roosevelt avait de plus en plus de difficultés à faire passer ses propositions car le Congrès, lassé de son omnipotence, reprenait de l’indépendance, y compris certains démocrates hostiles au président. Du reste, plusieurs propositions de l'exécutif échouèrent, notamment un projet visant à renforcer numériquement les services de la présidence fédérale. Durant l’été 1938, les conservateurs du Congrès, tous partis confondus, votèrent la création d’une commission pour débusquer les agents communistes infiltrés dans les différentes agences du New Deal (la HUAC, House Un-American Activities Committee) ; l’année suivante, toute activité politique fut interdite aux fonctionnaires fédéraux. On dénonçait le favoritisme de Roosevelt et la corruption de son entourage. Les élections de mi-mandat (mid-term elections) de 1938 furent un demi-échec pour les démocrates qui reculèrent sans perdre la majorité. L’élan de 1933 était brisé, le « New Deal » était mort ; du reste, d’autres problèmes commençaient à prendre le dessus sur l’économie.

### Les analyses des économistes
Nombreux furent les économistes, tant classiques que keynésiens, qui discutèrent durant cette période des causes de l’échec, à la fin de la décennie, du New Deal ; et ils le font encore aujourd’hui.
Selon les anti-keynésiens, il y eut d’abord des faiblesses conjoncturelles. Parmi celles-ci, il faut évidemment évoquer l’improvisation et, ajoutent certains, l’impossibilité de mener une politique économique à long terme dans un pays où il y a des élections à l’échelon fédéral tous les deux ans. Cela dit, rares furent à cette époque les pays démocratiques où une même équipe resta au pouvoir durant six ans… Par ailleurs, les mesures du New Deal ont été en grande partie des mesures d’urgence, sans grande cohérence, sans vraie vision d’avenir ; efficaces à court terme pour certaines, elles ne remédièrent pas aux problèmes structurels de l’économie américaine.
On note également que les politiques inflationnistes et le deficit spending ont d’étroites limites au niveau de l’économie interne d’un pays. Des prix maintenus artificiellement élevés par le biais de l'inflation exposaient les produits américains à la concurrence étrangère ; mais, surtout, ces prix étaient trop élevés pour les chômeurs, même indemnisés et pour ceux des ouvriers employés dont le pouvoir d'achat baissait. Comme les économistes libéraux l’ont amplement démontré dans les années 1980, l’inflation et le déficit budgétaire, solutions confortables à court terme, solutions de facilité, ne créent qu’une richesse illusoire et passagère, une richesse à crédit : un jour ou l’autre, il faut bien payer la note (rembourser le déficit budgétaire auprès des créanciers de l’État, avec intérêts, affronter une crise de confiance si on prétend les rembourser avec une monnaie dévaluée par l’inflation…), et on finit par la payer très cher sur le plan des performances économiques… sauf si la croissance revient très vite et très rigoureuse.
Les admirateurs du New Deal, cependant, défendaient une thèse bien opposée à celle-ci. Ils soutenaient en effet que l’expérience du New Deal n’a pas été suffisamment keynésienne, que la relance par la consommation n’a pas véritablement eu lieu. Pour eux, l’intervention de l'État a été trop timide, les mesures prises incohérentes et tardives. Ainsi il n’y eut pas de prise en charge directe de l’économie avant la Seconde Guerre mondiale. Roosevelt n’a pas eu assez d’audace dans le domaine du deficit spending et, surtout, ne le concevait pas comme un mode de gestion permanent de l’économie ; ainsi, en 1937, il réduisit brutalement les crédits des agences chargées de secourir les chômeurs, ce qui contribua à la reprise de la crise. À ces faiblesses s’ajoutèrent la résistance du patronat, des trusts notamment ; mais Roosevelt s’inquiéta seulement en 1938 de la « cartellisation » de l’économie qu’il avait contribué à encourager.
Il est également frappant de constater qu’il n’y eut jamais la moindre tentative de gestion internationale de la crise. Or, il était difficile de mener une relance de la production dans un seul pays, même immense, alors que le protectionnisme triomphait partout et que les échanges internationaux se contractaient, ce qui pénalisait tous les exportateurs. Cette contraction des échanges mondiaux hypothéquait gravement le New Deal, dont le principe en 1937 était toujours la relance de l’économie par la consommation, alors que le revenu des Américains baissait régulièrement depuis de nombreux mois, et ce, malgré les mesures sociales (tardives et timides). En refusant de stimuler les échanges extérieurs pour compenser cette baisse, les États-Unis accusèrent un manque de « vision mondiale », d’analyse à long terme, de conscience des devoirs liés à la première puissance économique mondiale, et ce fut l’une des erreurs majeures de Roosevelt.
Le dernier problème à évoquer est celui des chômeurs. À la fin de la décennie, Roosevelt n’avait toujours pas réussi à absorber la masse de 12 millions de chômeurs qui avaient hérité leur situation de la crise de 1929, peu qualifiés pour la plupart ; il faut souligner cependant qu’aucune économie, en temps de paix, ne pourrait être à même de résoudre un tel problème en quelques années seulement. Et ce fut en effet avec la guerre que ce problème disparut : la plupart des jeunes chômeurs et des jeunes travailleurs étaient sous les drapeaux, le gîte et le couvert leur était assuré par l’État sans que personne, pour le coup, protestât contre ces dépenses. L’opinion accepta, dans les années 1940, parce que l’Amérique était menacée, ce qu’elle avait refusé dans les années 1930, lorsqu'aucun danger militaire ne la guettait.

## Les Américains de la fin des années 1930 (Société)

### Les syndicats
Les syndicats bénéficièrent de « l’ère Roosevelt » : ils passèrent à 10 millions de membres en 1939 (soit 7 millions de plus qu’avant la crise), et atteignirent même 14 millions en 1945. L’action la plus remarquable est sans conteste celle du Congrès des organisations industrielles (CIO), syndicat mené par le très charismatique John Lewis. Ce groupe de pression était à l’origine une simple fraction minoritaire d’un autre puissant syndicat ouvrier, l'American Federation of Labor (AFL) ; mais pour Lewis et bien d’autres, l’AFL s’intéressait bien plus à l’aristocratie ouvrière qu’aux manœuvres des industries de masse (automobile, sidérurgie, caoutchouc…). De plus, la corruption y était déjà présente.
En 1937, le CIO menait depuis un an  des grèves avec occupations d’usines (les sit-downs), nouvelle stratégie, souvent violente, qui marqua le début d’une rupture avec l’AFL. Gagnant l’industrie automobile et la sidérurgie, ces grèves furent donc à leur apogée en 1937 et, de ce fait, durant quelques mois, le CIO connut un immense prestige parmi les ouvriers américains. Fin 1937, il regroupait 4 millions de membres, autant que l’AFL avec qui il rompit officiellement en 1938. Mais ses méthodes inquiétaient l’opinion : en 1939, la Cour suprême les déclara anticonstitutionnelles pour cause d’atteinte au droit de propriété. Et surtout, si le CIO n’était pas un syndicat communiste, les communistes y étaient très présents, notamment dans l’encadrement : 40 % environ des fédérations étaient sous « contrôle » communiste. Or, les communistes étaient très minoritaires et impopulaires, y compris parmi les ouvriers…
Après 1937, le déclin du CIO avait donc déjà commencé, en partie à cause du retour des difficultés économiques, en partie à cause des habitudes autocratiques de Lewis, en partie à cause d’échecs : la base manquait de discipline, et les grèves sur le tas, très organisées à leur apogée, dégénérèrent peu à peu en grèves sauvages condamnées même par Lewis.

### Les Noirs américains
À la fin des années 1930, le militantisme noir était en plein essor. Il y eut de nombreux boycotts de commerçants racistes qui refusaient d’employer des Noirs alors qu’ils vendaient essentiellement à des Noirs, par exemple à Harlem. Un syndicat noir, celui des employés de wagons-lits (une profession assimilée à la domesticité, donc essentiellement noire), se fit connaître par son activisme : en 1941, il parvint à obliger Roosevelt au principe de la ségrégation dans l’armée de terre, en faisant mine d’organiser une marche noire sur Washington.
Autre révolution essentielle, les Noirs votaient de moins en moins pour les républicains, de plus en plus pour les démocrates (76 % des Noirs du sud avaient voté Roosevelt pour son second mandat). Le New Deal profita beaucoup aux Noirs, notamment les logements nouveaux et les mesures agricoles : pour la première fois, les Noirs purent acheter des terres grâce à des prêts et à des aides. Eleanor Roosevelt, la femme du président, affichait des amies noires, les recevait à la Maison-Blanche ; elle multipliait les visites d’institutions de la communauté noire. L’une de ces amies, Mary McLeod Bethune, occupa un poste important à l’Administration nationale de la jeunesse ; d’autres Noirs reçurent des postes de conseillers.
Mais c’étaient des postes de second ordre ; les Noirs étaient le plus souvent cantonnés aux affaires noires, ce qui les agaçait. Il n’y eut aucune mesure spécifique en faveur de Noirs ; dans certaines industries, les salaires minimaux légaux, mis en place par Roosevelt, étaient inférieurs à ceux des Blancs. Roosevelt refusa de condamner la ségrégation dans le sud pour ne pas heurter les Blancs racistes du sud qui votaient démocrate eux aussi. En 1940, lorsque l’armée recruta 800 000 soldats, des unités « de couleur » étaient prévues. Les ghettos ne reculaient pas : dans le South Side de Chicago, 250 000 personnes s’entassaient sur deux kilomètres carrés.

### Modes de vie et culture
Concernant les modes de vie, quelques dates essentielles : le Nylon fut inventé en 1937 ; la télévision fut inaugurée par Roosevelt en 1939, lors d’une exposition à New York. Il s’agissait d’innovations essentielles à long terme, mais bien sûr elles n’eurent pas le temps de se populariser avant la guerre. Ainsi, la radio dominait toujours le secteur des médias (en 1939 il y avait 18 millions de récepteurs). L’aviation fit aussi des progrès considérables : l’avion bimoteur Douglas DC-3 date de 1937. 
Une fuite massive d’intellectuels et artistes européens avait commencé au début de la décennie et, avec l’approche du conflit mondial, ce phénomène s’accrut de façon importante à la fin de la décennie. Ainsi, en 1939 les États-Unis accueillirent le Hongrois Béla Bartók et le Russe naturalisé français Igor Stravinsky, en 1940 les Français André Maurois, Jules Romains et le compositeur Darius Milhaud. Grâce à eux, et bien d’autres, l’Amérique assimila l’expérience culturelle européenne des trois premières décennies du siècle et reçut un sang nouveau qui se révéla précieux dans de nombreux domaines : ainsi, le projet Manhattan n’aurait pu être mené sans quatre immigrés politiques, les Allemands Oppenheimer et Einstein, l’Italien Fermi (qui rejoignit l’Amérique en 1939) et le Danois Bohr, qui arriva en 1943. Dans le domaine de la peinture, il suffit d’énumérer les noms de Chagall, Miró, Ernst, Léger, Dalí… Ils influencèrent énormément le jeune Jackson Pollock, qui commençait à peindre, ainsi que de nombreux autres Américains : l’ère de la peinture régionaliste était révolue.
Le nombre de films produits aux États-Unis diminua, mais pas leur qualité. En 1937, Hollywood poursuivait l’application d’un « code de décence », le code Hays, lancé trois ans plus tôt. Méthode d’autocensure, ce code prohibait d’évoquer à l’écran l'homosexualité, des relations sexuelles interraciales, l'inceste, l'avortement et même d’employer des mots grossiers. Ce fut l’époque de Clark Gable, de Gary Cooper, de Greta Garbo, de Katharine Hepburn. Dans la veine comique ou légère, les Marx Brothers donnèrent La Soupe au canard et Une nuit à l'opéra et Chaplin les Temps modernes, tandis que Mae West sévissait, Ninotchka date de 1939 ; dans celle des grandes épopées romanesques ou historiques, l’adaptation cinématographique d’Autant en emporte le vent date de 1939 ; de cette année datent également Qu'elle était verte ma vallée et La Chevauchée fantastique, de John Ford ; ce dernier film marque le grand retour du western, quelque peu délaissé depuis les temps héroïques. L’année suivante, le même auteur adapta Les Raisins de la colère. Capra donna Monsieur Smith au Sénat et Orson Welles, Citizen Kane en 1941. Lubitsch donna La Veuve joyeuse et To be or not to be, jeu dangereux, ce dernier film en 1941. Parmi les immigrés, le Français René Clair travailla pour Hollywood pendant la guerre (Ma femme est une sorcière). Quant à Alfred Hitchcock, il arriva à Hollywood en 1940.
Dans le domaine du dessin animé, Walt Disney réalisa en 1937 son premier long-métrage, Blanche-Neige et les Sept Nains (il dure environ une heure). L’année suivante, il s’installa dans ses bureaux à Burbank ; la production de dessins animés se faisait désormais en série (Fantasia en 1940, Dumbo en 1941, Bambi en 1942) ; les studios Disney produisirent aussi une foule de courts-métrages, les Silly Symphonies. Le merchandising n’existait pas encore, mais les personnages de Disney étaient déjà déclinés sous forme de bandes dessinées, y compris en Europe.
Dans le domaine de l'architecture, le gratte-ciel connut une évolution décisive : les architectes abandonnèrent le style « néo-gothique » des années 1920 pour un style fonctionnaliste inspiré par le Bauhaus : des lignes extérieures très simples qui laissaient apparaître la structure interne, une absence totale de décoration à l’extérieur (refus de la décoration, la forme devait refléter la fonction) un exemple typique des années 1930 est le Rockefeller Center de New York. L’influence de Bauhaus se faisait sentir aussi dans les architectures industrielles, notamment les verrières d’usines. Frank Lloyd Wright réalisa la célèbre maison sur la cascade en 1939.

## La politique étrangère de Roosevelt jusqu’à Pearl Harbor

### Face aux problèmes d’Europe et d’Asie
Tout au long des années 1930, l’Amérique fit preuve de la plus grande neutralité vis-à-vis de la situation en Europe et en Asie, jouant un rôle très inférieur à celui qu’aurait pu leur donner leur grande supériorité économique. Cela se traduisit en 1937 par une loi de neutralité de portée générale, à laquelle Roosevelt ne fit rien pour s’opposer, et qui établit un embargo total sur les armes à destination de tout pays en guerre, et établissait pour les autres denrées le principe du cash and carry : les belligérants devaient payer comptant et transporter leurs achats sur des bateaux non américains. Il était interdit de prêter, et les citoyens américains n’avaient pas le droit de voyager sur les navires d’un pays en guerre ; tout cela était censé éviter à l’Amérique l’obligation de voler au secours de ses partenaires et de ses débiteurs à la suite d’incidents comparables à ceux de 1915… Aucune distinction n’était faite entre agresseur et agressé, ni entre conflits extérieurs et guerre civile.
La position des États-Unis commença à évoluer sensiblement au moment de l’agression du Japon contre la Chine en juillet 1937 : le président et le Congrès étaient de plus en plus inquiets sur les dangers que faisait courir à l’Amérique le règne de plus en plus général de la force et de l’illégalité. Dans le « discours de la quarantaine », prononcé à Chicago en octobre 1937, Roosevelt demanda la mise en lisière des États qui bafouaient les règles de la démocratie et mettaient « la civilisation en danger » : « l’Amérique déteste la guerre. L’Amérique espère la paix. Donc l’Amérique s’engage dans la recherche de la paix. » La même année, il refusa de reconnaître l’état de guerre entre la Chine et le Japon (ce dernier n’avait pas officiellement déclaré la guerre), ce qui permit de ne pas appliquer les lois de neutralité et de laisser les entreprises américaines continuer à fournir en armes la Chine nationaliste. Comme les Japonais et les Allemands ne respectaient pas du tout les dispositions du traité de 1922 sur les armements navals, en 1938 Roosevelt réclama et obtint un milliard de dollars de crédits pour renforcer la flotte américaine. À la suite de la « Nuit de Cristal », en novembre 1938, il obtint d’autres crédits pour l’armée de terre et l’aviation. Mais, lorsque le conflit éclata en Europe, le retard accumulé en matière d’armements depuis vingt ans n’avait pas été comblé et il restait à convaincre l’opinion publique : la presse neutraliste se déchaînait contre le président, le traitant d’hypocrite et de parjure.

### Envers l’Amérique latine
Si les Américains pratiquaient depuis longtemps la politique du « bon voisinage » avec les pays d’Amérique latine, politique très neutre et passive, Roosevelt rétablit des relations dans un climat de confiance ; ainsi, la conférence panaméricaine de 1938, à Lima au Pérou, fut marquée par une exceptionnelle cordialité.
Les États d’Amérique y affirmèrent solennellement leur solidarité et leur volonté d’organiser en commun la défense du continent. C’était une immense victoire pour la doctrine Monroe, condamnant toute intervention européenne dans les affaires du continent américain comme des États-Unis dans les affaires européennes ; cette doctrine dominait la politique étrangère des États-Unis depuis le XIXe siècle et elle était désormais acceptée du nord au sud du continent. De ce fait, durant le conflit, les républiques latino-américaines déclarèrent la guerre à l’Axe, même si ce fut symbolique (elles n’envoyèrent pas de troupes en Europe ni dans le Pacifique). Seule l'Argentine, aux mains de juntes militaires nationalistes et surtout pleines de sympathie pour l’Axe, s’y refusa longtemps.
Les opinions publiques, en revanche, persistaient dans leur scepticisme : le « bon voisin », si prompt à donner des leçons de solidarité, rechignait toujours à ouvrir ses frontières aux produits locaux et était mauvais payeur.

### L’abandon progressif de la neutralité
Dans un premier temps, les États-Unis contemplèrent les événements d’Europe sans réagir ; du reste, ils n’avaient pas les moyens d’intervenir : en septembre 1939, ils ne pouvaient aligner que 200 000 hommes, 1 500 avions et 329 chars de combat. En novembre, Roosevelt obtint difficilement que le Congrès mette fin à l’embargo sur les armes des belligérants (mais pas à la loi cash and carry) : comme en 1914, la neutralité américaine inclinait désormais nettement en faveur de la Grande-Bretagne, démocratie liée à l’Amérique et maîtresse des océans et de ses alliés. Mais les avions américains n’eurent pas le temps d’arriver en France avant la débâcle…
Roosevelt envoya aussi une mission diplomatique en Europe pour dissuader Mussolini d’entrer en guerre, même s’il éprouvait (comme Churchill) une certaine sympathie pour le Duce. Ce fut un échec : il était désormais évident que les puissances de l’Axe voulaient la guerre à outrance et qu’on ne pouvait plus leur faire entendre raison.
À mesure que la guerre commençait à s’étendre à la Scandinavie et surtout lorsque, en juin 1940, le Royaume-Uni se retrouva seul contre l’Allemagne, l’opinion publique américaine évolua rapidement. En 1939, il était apparu un groupe de pression proallié, le comité White, dirigé par un républicain du Kansas qui avait milité contre le Ku Klux Klan ; en 1940, il devint le Committee to Defend America by Aiding the Allies. Il préconisait l’entrée en guerre. Les liens avec la Grande-Bretagne étaient anciens et très forts ; même si leurs navires n’en souffraient pas, la bataille de l'Atlantique (1940-1941) rappela aux Américains la lâcheté de la guerre sous-marine en 1915-1917 et souleva une vague d’indignation. La menace d’une Europe allemande, dominée par une idéologie qui révulsait à peu près tout le monde, inquiétait de plus en plus les Américains (même si l’on ignorait encore la réalité du système concentrationnaire comme le montre bien la fin du Dictateur de Chaplin, sorti en 1940).     
Ainsi, à l’occasion de la guerre, les Américains prenaient conscience de la complémentarité entre les « deux hémisphères » du monde occidental. Cela dit, il existait aussi un lobby opposé, le comité America First, qui bénéficiait notamment de l’appui des fils La Follette et de Ford : c’était largement une émanation des milieux républicains conservateurs et des milieux d’affaires du Middle-West. Par ailleurs, les Germano-Américains et leur German-American bund manifestaient leur hostilité à une entrée en guerre contre leur pays d’origine, même tombé aux mains d'Hitler.
Durant dix-huit mois, Roosevelt louvoya entre ces tendances opposées de l’opinion, appuyant de plus en plus nettement les Alliés, mais faisant tout pour éviter d’entrer en guerre, tout en s’y préparant à tout hasard. Le général George Marshall, chef d’état-major de l’armée depuis 1939, obtint d’énormes crédits de réarmement en mai 1940 (il s’agissait de construire pas moins de 50 000 avions par an !) et, en septembre de la même année, l’armée reçut le droit d’engager 800 000 hommes de plus (les « deuxième classe » de l’infanterie américaine reçurent à cette époque le nom de GI). Tous les Américains en âge de porter les armes durent se faire recenser, ce qui revenait à l’instauration d’un service militaire obligatoire qui devint effectif dès l’entrée en guerre. Le même mois, les États-Unis firent un cadeau de cinquante torpilleurs au Royaume-Uni, en échange de huit bases navales dans l'Atlantique nord, cédées pour 99 ans (Terre-Neuve, les Bermudes...). La neutralité américaine était donc de plus en plus engagée et il était de plus en plus évident qu’elle n’allait guère durer. 
Juste après l'élection présidentielle de 1940, une première agence pour la coordination de l’aide de guerre apparut et Roosevelt annonça qu’il avait l’intention de faire des États-Unis « l’arsenal des démocraties ». En mars 1941, les États-Unis renoncèrent au principe du cash and carry : les Britanniques ne pouvaient plus payer et, comme l’expliqua Roosevelt, « quand l’un d’entre vous voit la maison de son voisin ravagée par un incendie, il ne lui vend pas son tuyau d’arrosage, il le lui prête ». Dans une atmosphère de très forte mobilisation des partisans et des adversaires de l’engagement, le Congrès vota la loi du prêt-bail qui autorisait le président à fournir des armes et des munitions à tous les adversaires des dictatures, à crédit si nécessaire, voire à perte (à aucun prix Roosevelt ne voulait voir réapparaître le problème des dettes). Durant la guerre, au titre de la loi du prêt-bail, de nombreux pays reçurent au total plusieurs dizaines de milliards de dollars, notamment la Grande-Bretagne, l’URSS (malgré l’opposition du sénateur Taft qui déclara que « la victoire du communisme dans le monde serait beaucoup plus dangereuse pour les États-Unis que la victoire du fascisme ») et la France. En juillet 1941, les États-Unis occupèrent l’Islande et le Groenland (colonies d’un pays, le Danemark, alors occupé par l'Allemagne) ; la marine américaine se mit ainsi à escorter les navires britanniques jusqu’en Islande.
En 1943, les États-Unis complétèrent leur contrôle de l’Atlantique nord en s’installant aux Açores, territoire portugais (la dictature très conservatrice du docteur Salazar resta neutre, autant par prudence que par mépris pour le populisme et le modernisme d’Hitler et de Mussolini). Les bases américaines du Groenland, d’Islande et des Açores existent toujours.

### L'attaque de Pearl Harbor

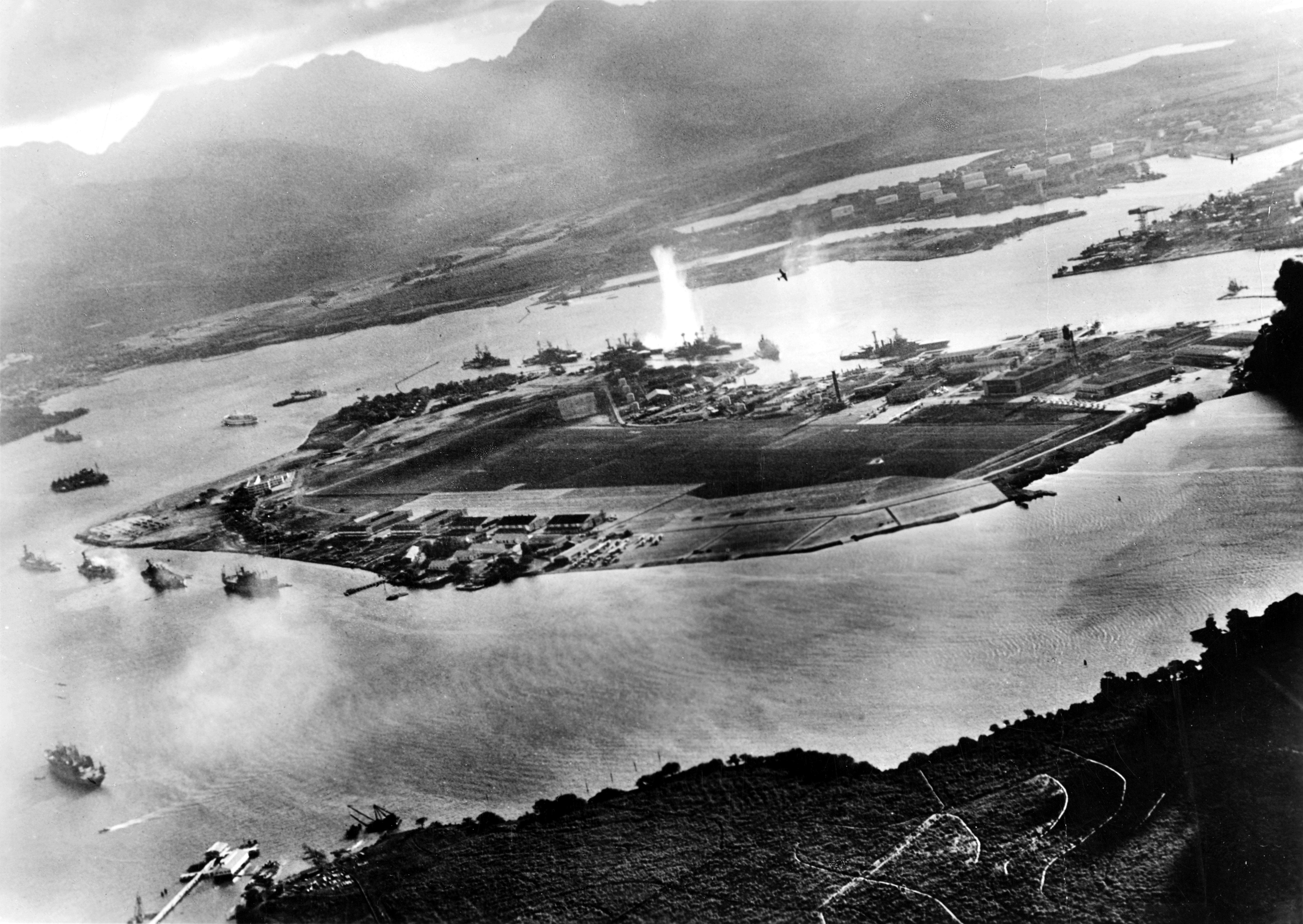
la base de Pearl Harbor vue depuis un avion japonais

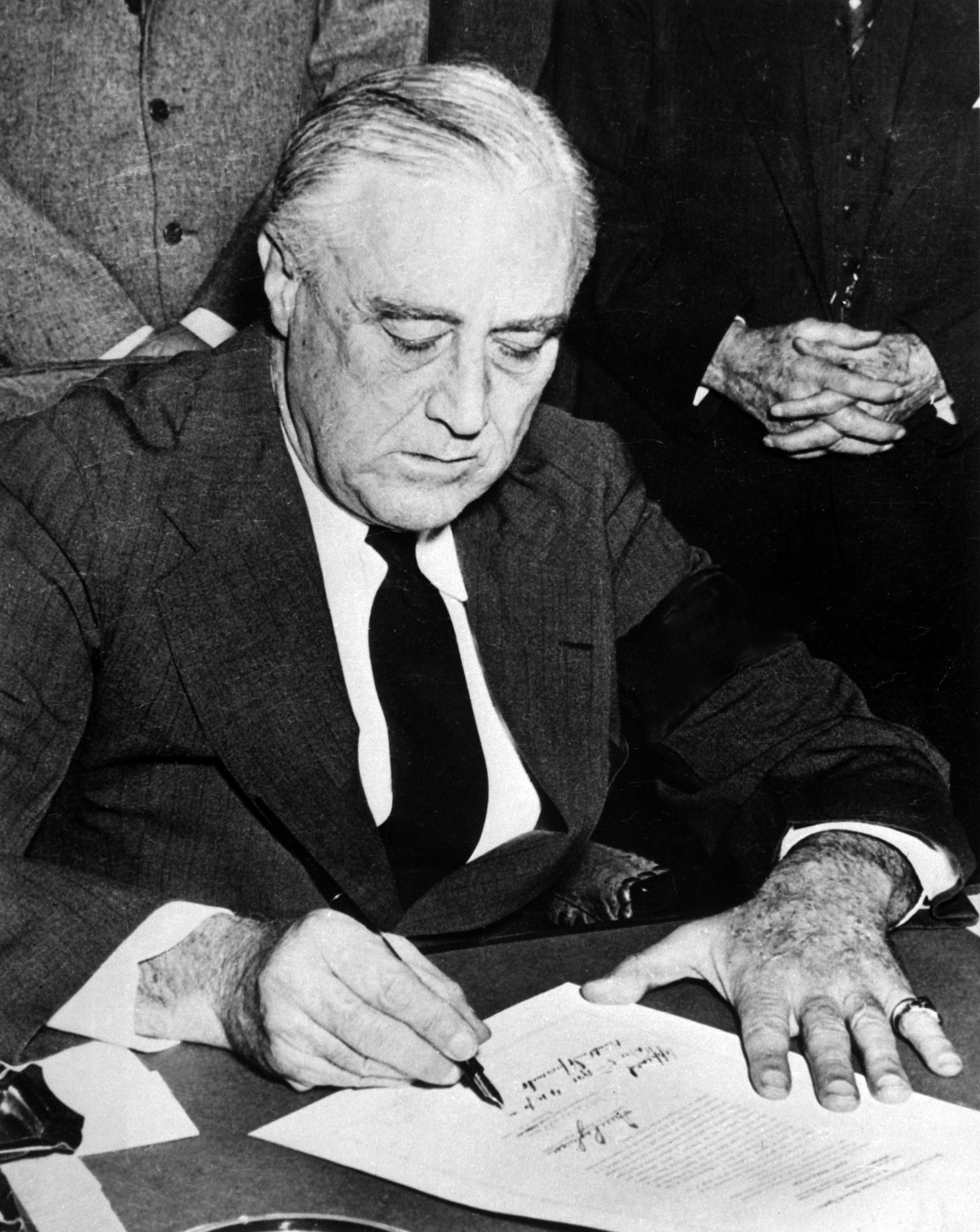
le président Roosevelt signe la déclaration de guerre contre le Japon

En août 1941, Roosevelt et Churchill se rencontrèrent au large de Terre-Neuve et signèrent la charte de l'Atlantique, un texte destiné avant tout aux opinions publiques européennes, où les deux puissances définissaient leurs buts de guerre. La charte proclamait le refus des agrandissements territoriaux, l’attachement des Anglo-Saxons au respect de la liberté des mers, etc. Ce document, assez vague, confirmait que l’Amérique, même officiellement toujours neutre, avait choisi son camp.
L’Amérique essayait toujours d’éviter d’intervenir et c’étaient les affaires d’Europe et d’Atlantique nord qui l’occupaient. Pourtant, ce fut l’agression japonaise qui la força à entrer en guerre.
Les Américains n’avaient pas pris au sérieux les projets japonais d’occupation de l’ensemble de l’Asie orientale ; pourtant, l’occupation de l’Indochine française (en deux temps, en septembre 1940 et juillet 1941) s’était traduite par des représailles économiques : gels des avoirs japonais aux États-Unis, un embargo sur l’essence, les ferrailles et l’acier… Cette politique était incohérente : telle quelle, elle risquait d’amener essentiellement un redoublement d’agressivité des Japonais en Asie, car ce dont le Japon manquait le plus, depuis 1929, c’était de matières premières. Malgré la dégradation des relations entre les deux pays, les ponts n'étaient pas rompus : le 7 novembre 1941, des négociations avaient commencé, mais ce fut un dialogue de sourds. Ce fut alors, le 7 décembre 1941 au matin (heure locale), que le Japon lança la fameuse attaque aérienne sur Pearl Harbor aux îles Hawaii, la principale base de la marine américaine dans le Pacifique. Ce fut une attaque surprise sans déclaration de guerre préalable. On savait à Washington que des avions japonais avaient décollé des Kouriles, mais on n'avait pensé qu’à la possibilité d’une attaque sur les Philippines ; Pearl Harbor n’était pas en état d’alerte (c’était un dimanche) : une part notable de la flotte américaine fut détruite, il y eut 2 400 morts. Le lendemain, les États-Unis déclarèrent la guerre au Japon. Le 11 décembre, Hitler et Mussolini déclaraient à leur tour la guerre aux États-Unis, en application du « pacte tripartite ».
Les négligences furent telles qu’on a prétendu que, en fait, Pearl Harbor fut un piège tendu aux Japonais, destiné à provoquer la fureur de l’opinion publique américaine : Roosevelt aurait choisi de faire entrer son pays en guerre comme victime d’une agression indiscutable empêchant ainsi le lobby neutraliste de se manifester. D’où, en particulier, le fait que, au moment de l’attaque japonaise, les unités les plus modernes étaient toutes en mer : l’attaque n’aurait pas pris le haut commandement totalement par surprise. Cette thèse a été très populaire aux États-Unis sur le moment, mais ne s’appuie sur aucun document. Ce machiavélisme prêté à Roosevelt en 1941 jure avec la « naïveté », l’idéalisme dont on l’accuse pour la fin de la guerre et avec le fait que le Japon décida d’attaquer les États-Unis sans en avoir besoin (et sans en avoir fini avec la Chine, une erreur comparable à celle d’Hitler au mois de juin précédent), et qu’il décida de porter la guerre dans tout le Pacifique au lieu de se contenter d’une guerre en Asie où les États-Unis n’avaient ni les moyens, ni la volonté d’intervenir directement. Le moment de l’attaque a peut-être été influencé par une opération d’intoxication ; la décision stratégique fondamentale, elle, fut bien purement japonaise.

## L’Amérique dans le second conflit mondial

### Les opérations militaires

#### Dans le Pacifique
Prise par surprise par le « rouleau compresseur » japonais, durant six mois l’Amérique accumula les défaites. L’armée américaine avait souffert à Pearl Harbor, elle était assez mal préparée ; elle était loin de ses bases (l’Australie est deux fois plus éloignée que la Grande-Bretagne des côtes américaines les plus proches) ; tout était à improviser, des pistes d’atterrissage à la lutte contre les maladies tropicales.
Les Japonais s’emparèrent des archipels américains de Micronésie et même de quelques îles des Aléoutiennes, à l’extrême sud-ouest de l’Alaska ; surtout, ils s’emparèrent des archipels d’Asie du Sud-Est, aussi bien les colonies américaines (l’armée américaine dut évacuer les Philippines en mai 1942, malgré la défense énergique de MacArthur) que les territoires britanniques (Hong Kong, la Malaisie et Singapour, la Birmanie) ou néerlandais (l’Indonésie). Il est vrai que cette expansion foudroyante aboutit aussi à une dispersion des forces nippones. En mai 1942, les Japonais débarquèrent au nord de la Nouvelle-Guinée : ils menaçaient directement l’Australie. En revanche, Hawaii ne fit pas l’objet d’une attaque en règle ; apparemment, le Japon n’envisageait pas la perspective d’un débarquement en Californie. La priorité des Japonais était le contrôle des ressources naturelles d’Asie et d’Australie et des bases navales européennes en Asie orientale, afin peut-être de pouvoir assurer les bases nécessaires à une future invasion des États-Unis, ou bien « seulement » de rendre inexpugnable la « zone de coprospérité », comme les Japonais avaient baptisé leur empire. Dans ces conditions, pourquoi avoir commencé par une attaque sur Pearl Harbor, déclenchant une guerre immédiate avec l’Amérique ? les Japonais avaient besoin de Hong Kong et Singapour, bases britanniques qu’auraient de toute façon défendues la marine américaine et les troupes américaines stationnées aux Philippines et ils sous-estimèrent la capacité de mobilisation de l’économie américaine.
Finalement, l’offensive japonaise fut endiguée en mai 1942, lors de la bataille navale et aéronavale de la mer de Corail, bordée par l’Australie, la Nouvelle-Guinée, et les îles Salomon. L’issue de la bataille fut indécise, mais les Japonais durent renoncer à débarquer à Port Moresby, au sud de la Nouvelle-Guinée. Ce fut alors, en juin 1942, que changeant un peu tard de stratégie, les Japonais lancèrent une attaque contre les îles Midway, sur la route de Hawaii, dans le but de liquider ce qui restait de la flotte américaine (nettement plus que prévu) et de s’emparer définitivement de ces « porte-avions » qu’étaient les archipels américains du centre du Pacifique. Ce fut un échec ; une nouvelle fois, ce fut l’aviation américaine qui décida de l’issue de la bataille, coulant quatre porte-avions japonais.
Puis les États-Unis passèrent à la reconquête. Ils renoncèrent à la mener à partir de la Chine où ils n’avaient pas les moyens d’ouvrir un front de plusieurs milliers de kilomètres, demandant seulement à Tchang Kaï-chek d’immobiliser le plus de troupes japonaises possible sur son territoire. Ils l’aidèrent beaucoup sous la forme de livraisons d’armes et de prêts, mais furent déçus par l’inefficacité et la corruption du Kuomintang. En grande partie sous l’influence de Nimitz, défenseur des vues de la marine, les États-Unis choisirent de faire porter leur effort sur les archipels du Pacifique : sur l’océan, la marine et surtout l’aviation étaient les armes essentielles et, dans ce dernier domaine, l’Amérique eut presque d’emblée une supériorité écrasante sur le Japon ; cela permettait aussi de garder l'infanterie en réserve pour l’ouverture d’un second front en Europe (cela dit, à la fin du conflit, les Américains avaient tout de même 775 000 hommes de l’armée de terre dans le Pacifique, plus l’essentiel de leur infanterie de marine. La reconquête fut donc méthodique, archipel par archipel, parfois îlot par îlot, selon la stratégie des « sauts de puce » : les Américains s’assuraient de bases solides avant de passer aux étapes suivantes. Ils évitaient cependant les bases Japonaises les plus inexpugnables (stratégie du saute-mouton). Le Japon, qui disposait d’énormes ressources humaines et dont les dirigeants étaient indifférents au sort de la chair à canon du grand Empire, résista avec acharnement, sans autre espoir que de freiner l’avance américaine en attendant un changement de situation en Europe ou l’épuisement économique des Alliés.
La reconquête commença par les îles Salomon : la bataille de Guadalcanal dura d’août 1942 à février 1943, d’où le surnom de « Verdun américain » qui lui a été donné, non en raison du nombre de morts mais de la durée et de la dureté des combats. Les Américains pâtirent de l’éloignement de leurs bases, des conditions climatiques, des difficultés du terrain (la jungle empêchait un recours efficace à l’aviation), de l’acharnement des troupes japonaises (il fallait souvent recourir au corps à corps). Dans le même temps, les Américains reprenaient Rabaul, en Nouvelle-Bretagne, qu’ils parvinrent à neutraliser mais non à prendre, et Bougainville : ainsi l’étau sur l’Australie était desserré.
Puis les Américains passèrent aux archipels de Micronésie, notamment les îles Gilbert et les îles Marshall : ce fut notamment la bataille de Tarawa (dans les Gilbert) en octobre-novembre 1943. Guam, dans les Mariannes, fut reprise peu après. Les Américains disposaient ainsi d’un tremplin pour la conquête des Philippines, qu’ils engagèrent un an plus tard.

#### En Europe
Malgré la difficulté de venir à bout du Japon, et contrairement aux craintes initiales de Winston Churchill, dès le début Roosevelt était décidé à ce que l’Amérique combattit aussi en Europe : il n’était pas question que les États-Unis, qui appartiennent à l’aire de civilisation européenne et faisaient la plus grande partie de leurs échanges avec l’Europe, abandonnassent ce théâtre d’opérations essentiel. Il était évident que si l’on donnait à l'Allemagne le temps d’organiser l’Europe en fonction de son effort de guerre, le conflit (ou celui qui suivrait) était perdu car la machine de guerre allemande était devenue à peu près invincible. Enfin, il fallait soulager l’Armée rouge qui, jusqu’en 1943, reculait face à l’armée allemande. Après 1943, ce souci céda la place de ne pas abandonner le continent européen à Staline.
Dans un premier temps, plutôt que de frapper directement l’Europe allemande, les Britanniques suggérèrent d’intervenir en Méditerranée,  « ventre mou » de l’Axe (expression de Churchill). Churchill voulait avant tout éviter un nouvel enlisement dans une guerre de tranchées en Europe. Il fallait donc affaiblir l’Allemagne avant de l’attaquer en son cœur ; de plus, une stratégie périphérique valorisait la marine et l’Empire britannique. L’Amérique, qui, de toute façon, n’était pas encore prête pour une guerre frontale en 1942, se rallia à ces vues, malgré le peu d’enthousiasme de son opinion publique pour qui cette stratégie revenait à prolonger inutilement la guerre.
Il y eut donc d’abord, le 8 novembre 1942, un débarquement anglo-américain en Afrique du nord, plus précisément au Maroc (à Casablanca) et en Algérie (Oran, Alger) : le nom de code était « opération Torch » ; il rendit aux Alliés la maîtrise de la Méditerranée, mais il fallut près de six mois pour venir à bout de l’Afrikakorps de Rommel (en mai 1943). Puis les Américains débarquèrent en Sicile en juillet 1943 ; les résultats furent décevants car les Allemands envahirent l’Italie et opposèrent une résistance bien plus forte que prévu (notamment au mont Cassin).

#### Les relations avec les Alliés et la préparation de la paix
Par rapport au premier conflit mondial, le second présenta, pour les États-Unis, un certain nombre de nouveautés. D’abord, ce fut une guerre beaucoup plus longue, avec au moins deux grands théâtres d’opérations ; de ce fait, la conduite de la guerre fut une opération beaucoup plus complexe qu’en 1917-1918. Ensuite, les États-Unis durent composer avec deux grands alliés, dont les intérêts stratégiques divergeaient et surtout qui étaient dirigés par deux hommes très différents l’un de l’autre, qui ne partageaient pas précisément les mêmes valeurs et qui se détestaient.
Avec la Grande-Bretagne, il ne se posait pas de très graves problèmes : les liens étaient anciens et étroits, c’était le même langage, la même conception de la politique ; le Royaume-Uni avait un besoin si pressant de l’aide américaine que Churchill finit presque toujours par accepter que la stratégie commune des deux alliés anglo-saxons fut élaborée, dans ses grandes lignes, par des officiers américains (notamment le général Marshall). De plus, la confiance régnait entre les deux leaders anglo-saxons, ce que l’on appelait le special relationship. Ce qui n’empêcha pas de profondes divergences, comme lorsque, au début de 1942, Roosevelt refusa de faire une priorité de la défense de Singapour, que Churchill tenait pour essentielle pour le Royaume-Uni ; les États-Unis, eux, se refusaient à se battre pour un empire colonial qu’ils tenaient pour déjà condamné ; en effet, sur le fond, la position des États-Unis sur le problème colonial était plus proche de celle affichée par l’URSS que celle des Britanniques et des Français.
En revanche, avec l’URSS, la coopération ne fut jamais exempte de méfiance et d’arrière-pensées ; il ne fut jamais possible d’organiser avec les Soviétiques, comme avec les Britanniques, un conseil d’état-major commun, et Staline se montra souvent très soupçonneux envers l’Amérique ; de ce fait, il n’y eut jamais de coordination des opérations militaires entre l’URSS et ses alliés (et fort heureusement, il en allait de même entre les forces de l’Axe et le Japon). Du reste, l’opinion publique américaine était très hostile à l’URSS, surtout depuis l’agression contre la Pologne : pour les Américains, l’alliance avec les rouges n’était qu’un pis-aller et il fallait surtout éviter d’aller trop loin dans ce sens. Avec la France libre que Roosevelt méprisait un peu moins que Churchill, la méconnaissance mutuelle amena plus d’une incompréhension[réf. nécessaire].
Cependant, une ébauche d’entente mondiale est née le 1er janvier 1942 : les vingt-six pays déjà entrés en guerre contre l’Axe à cette date, y compris l’URSS, signèrent à Washington la Déclaration des Nations unies (c’était sous ce nom qu’ils se désignaient). Rédigée par Roosevelt, elle officialisait leur engagement à poursuivre la guerre jusqu’à la reddition sans condition de leurs adversaires et à ne pas signer de paix séparée. Ces nations se donnaient aussi pour objectif le rétablissement ou l'instauration en Europe centrale de « régimes démocratiques » (donc pas forcément le retour à certaines monarchies d’avant-guerre). Le texte, cependant, n’était qu’une déclaration d’intention, sans portée réelle. 
Roosevelt espérait que la destruction totale du potentiel militaire de l'Allemagne, du Japon et de l'Italie permettrait d’éviter une reprise rapide des hostilités. Ainsi, en janvier 1943, à Casablanca, il déclara « la reddition inconditionnelle des pays de l’Axe implique la ferme assurance de voir régner la paix dans le monde pendant des générations »). Mais il sous-estimait beaucoup l’hostilité fondamentale de l’URSS au capitalisme, le caractère idéologique, révolutionnaire, radical du capitalisme stalinien, même mis en veilleuse provisoirement pour cause d’ennemi commun ; ainsi que les ambitions territoriales de Staline, lequel s’abrita derrière ces déclarations de principe pour faire avancer ses troupes jusqu’à 200 kilomètres de la mer du Nord et surtout pour imposer aux régions passées sous le contrôle de son armée des régimes « démocratiques » au sens où il l’entendait, c’est-à-dire communistes. 
Enfin, si Roosevelt se refusa à signer des traités d’alliance en bonne et due forme avec les Alliés de l’Amérique afin de garder les mains libres pour l’après-guerre, il croyait cependant beaucoup aux contacts personnels : ainsi, en novembre 1943, il organisa une conférence entre les « trois grands » à Téhéran, mais sans grands résultats concrets. Roosevelt restait tout de même bien décidé à ce que la coopération entre les alliés continuât après la guerre et ce, sur des bases définies et acceptées par tous les vainqueurs avant même la victoire, afin d’éviter le renouvellement de la malheureuse expérience de Wilson.

## L’effort intérieur: la vie aux États-Unis pendant le conflit

### La vie politique
Roosevelt essaya de s’assurer la coopération de toutes les forces, politiques et autres, à commencer par les Républicains et les milieux d’affaires. Il les fit notamment entrer dans les différentes agences et commissions qui apparurent dans le cadre de l’effort de guerre. Du coup, il abandonna complètement la rhétorique anticapitaliste de son deuxième mandat. La vie politique suivit son cours normal. Contrairement au Royaume-Uni, les élections eurent lieu aux dates normales. Les mid-term de 1942 se traduisirent par une avancée des Républicains (qui cependant n’obtinrent la majorité ni à l’une ni à l’autre des deux Chambres), et des démocrates conservateurs. 
Bien entendu, la guerre renforça l’exécutif : une loi de 1939 créa une administration présidentielle de guerre, le bureau exécutif, dont les actes dépendaient du président. Mais Roosevelt était vivement critiqué par le Congrès : quoique les Démocrates y eussent toujours la majorité, le Congrès était exaspéré par le pouvoir croissant du président et de plus en plus réticent aux dépenses et à l’alourdissement de la charge fiscale. La presse non plus ne faisait pas de cadeau à Roosevelt.
Dans ces conditions, il n’était plus question de réformes de fond ; du reste, ce n’était plus la priorité. En réalité, les réformes des années 1930 avaient été motivées d’abord par la lutte contre la crise : or, celle-ci n’était plus qu’un souvenir… Une coalition de Républicains démocrates conservateurs parvint à enterrer une bonne partie des mesures du New Deal, à commencer par la plupart des agences, qui fermèrent leurs portes lorsque la diminution du chômage les rendit moins nécessaires : pas question de laisser se pérenniser ces « organismes sociaux ».

### La mobilisation de l’économie
Bien entendu, l’économie américaine fut de nouveau mobilisée pour l’effort de guerre. Dès avant le conflit, Roosevelt avait attribué à l’Amérique le rôle de « plus grand arsenal de la démocratie ». Au départ, avant l’entrée en guerre, la mobilisation économique fut assez lente, d’autant que Roosevelt refusa toute perspective de planification. Un plan de mobilisation économique présenté par Baruch fut rejeté ; un War Production Board apparut en août 1939 pour être dissous au bout de six semaines. Il n’y eut donc pas de plan d’ensemble, ni même de principes directifs (Roosevelt annonça bien un Victory Program en novembre 1941, mais, en 1942, il cessa d’être respecté. Beaucoup d’Américains estimaient que tant que l’Amérique n’était pas en guerre, les choses devaient continuer comme avant : business as usual. D’ailleurs, l’État fédéral manquait de fonctionnaires pour encadrer l’économie : il n’y en avait qu’un million. Enfin, les choix stratégiques décisifs ne pouvaient pas être faits à l’avance : il y avait plusieurs théâtres ; la situation était bien plus complexe et mouvante qu’en 1917-1918. Sur un autre plan, il faut aussi signaler que, dans beaucoup d’entreprises qui venaient de traverser dix ans de difficultés, l’outillage était désuet ; et puis l’Amérique n’avait pas une très puissante tradition d’industrie de guerre (les canons de l’armée américaine étaient de fabrication française) ; ainsi, le seul secteur qui était à la fois très en avance et facilement reconvertible était l’aéronautique. Les chômeurs étaient certes nombreux, mais la main-d’œuvre très qualifiée manquait.
L’année 1942 fut alors un tournant : l’État prit en charge plus directement l’effort de guerre. Un War Production Board (WPB) apparut en janvier avec à sa tête Donald Nelson (en), que l’on surnommait le « tsar » : il avait pour rôle de coordonner l’ensemble de l’effort de guerre (il prit ainsi la décision d’interrompre tous les travaux sur les routes et les autoroutes, considérés comme non essentiels). Par la suite, comme en 1917, plusieurs organisations spécialisées s’ajoutèrent au WPB (pour la main-d’œuvre, l’approvisionnement, etc.). Cependant, il s’agissait principalement d’organismes de concertation et de coopération ; il n’y eut jamais de mesures vraiment contraignantes pour les milieux d’affaires. Mais le nombre de fonctionnaires fédéraux passa de 1 à 4 millions.
Le premier problème que le WPB devait résoudre était celui de la pénurie de matières premières. Les États-Unis étaient coupés de leurs sources d’approvisionnement en Extrême-Orient, et notamment du caoutchouc d’Insulinde et d’Asie du Sud-Est, indispensable aux véhicules automobiles de guerre. Autre problème grave, celui de l’inflation, réapparue dès les débuts du réarmement, juste avant la guerre (Roosevelt en avait vanté les mérites durant toutes les années 1930…) : une bénédiction pour les producteurs, mais un problème pour les consommateurs. Enfin, à partir de 1942, apparut un problème de pénurie de main d'œuvre du fait du rythme très rapide de l’augmentation de la production et aussi des ponctions réalisées sur le marché du travail au bénéfice de l’armée.
Pour résoudre les problèmes d’approvisionnement, le WPB dut imposer des restrictions à la production à usage civil : ainsi, la production d’appareils électroménagers s’arrêta pratiquement car il fallait économiser le cuivre. De même, la production automobile fut stoppée en 1942 car on avait besoin des usines pour fabriquer des moteurs d’avions ; il y eut aussi une grande campagne de récupération du caoutchouc et le WPB lança la production à grande échelle du caoutchouc synthétique. 
Pour résoudre les problèmes de main-d’œuvre, on embaucha beaucoup, notamment des Noirs et des femmes. Le nombre de salariés augmenta de 30 %, celui des ouvriers d’usine de 65 %, tandis que 12 millions d’Américains étaient soustraits du marché du travail pour cause d’incorporation. Dans ces conditions, le chômage s’effondra et les salaires augmentèrent sensiblement (plus que les prix en tout cas).
Quant à l'inflation, après plusieurs tentatives infructueuses, elle ne fut endiguée qu’en 1943, à la suite de fermes consignes présidentielles qui équivalaient à un blocage de fait des salaires et des prix ; en échange de l’effort consenti, les agriculteurs reçurent des subventions. De ce fait, au total, la hausse des prix fut assez modérée. Pour financer l’effort de guerre sans avoir recours à la planche à billets, le gouvernement recourut à l’impôt : il y eut une « taxe de la victoire » de 5 % sur tous les revenus ; on taxa les bénéfices des sociétés et les profits de guerre ; on procéda aussi à un relèvement et un élargissement radical de l’assiette de l’impôt sur le revenu, en octobre 1942 : le nombre de contribuables passa de 4 millions en 1939 à 50 millions en 1943. Désormais, la classe moyenne était assujettie à l’impôt direct. Le rendement de l’impôt sur le revenu tripla ; il était devenu la principale source de revenu fiscal pour l’État fédéral. Il devint aussi beaucoup plus progressif (les taux allaient de 4 % à 82 %), il était retenu à la source des salaires. En revanche, Roosevelt recourut le moins possible à l’emprunt : il expliqua qu’il préférait « régler tout à 100 % sur-le-champ, grâce aux impôts, plutôt que de se décharger du fardeau de la guerre sur les épaules de [ses] enfants ». Il y eut tout de même des « bons de guerre », dont certains étaient achetés par le biais d’une retenue sur les salaires.
À partir de 1943, les principales difficultés étaient surmontées et la machine de guerre américaine tournait à plein. L’Amérique se mit à fabriquer des avions à la chaîne comme de vulgaires Ford T, notamment dans l’usine Ford de Willow Run (en), près de Détroit. La firme Sikorsky fabriquait des hélicoptères en série ; General Motors fabriquait 28 700 mitrailleurs Browning par mois en 1942. Les principales firmes automobiles se lancèrent aussi dans la fabrication des moteurs d’avions (Packard produisait des moteurs Rolls-Royce) ou des chars (Chrysler). Au total, la production industrielle passa de l’indice 100 en 1940 à l’indice 239 en 1943.
En définitive, ce fut la guerre qui permit aux États-Unis d’effacer pour de bon les séquelles de la crise, notamment en rétablissant d’un coup le plein emploi, en provoquant une immense « relance de la consommation » financée par de colossales dépenses d’État. La production redémarra, malgré les ponctions opérées pour l’effort militaire ; les salaires réels augmentèrent aussi, tout comme les profits des entreprises.

### Vie quotidienne et tensions sociales
La vie quotidienne des Américains fut évidemment infiniment moins perturbée que celle des Européens : jamais le territoire des États-Unis ne fut menacé. L’accès à l’emploi resta libre, tout comme les loisirs. Il n’y eut pas trop de restrictions. Le rationnement toucha dès le début le sucre et le café, denrées importées puis plus tard le beurre. Il s’étendit en 1943 : des tickets de rationnement apparurent pour la première fois de l’Histoire des États-Unis ; mais il n’y eut pas de disette comme en Grande-Bretagne. Le whisky, réservé aux troupes, était rationné même si on en trouvait tout de même dans les bars et les cigarettes se firent rares ; le Nylon, réservé aux parachutes, manquait même si on trouvait des bas de nylon (preuve des GI's distribuant des bas de nylon aux Françaises), tout comme les pièces détachées pour les automobiles…
Avec le plein emploi, la sécurité revint, le pouvoir d'achat des plus pauvres augmenta même. Le problème était plutôt qu’il n’y avait pas assez de produits à consommer, à cause des nombreuses usines converties à la production de guerre (de ce fait, les Américains accumulèrent une énorme épargne). La fréquentation des cinémas augmentait, les livres se vendaient bien (le livre de poche avait été lancé en 1939). 
Des milliers d’Américains déménagèrent, notamment pour les trois États de la côte pacifique qui profitèrent énormément de l’effort de guerre contre le Japon (notamment Seattle et ses usines aéronautiques, Oakland et ses chantiers navals, et toute la Californie). Une partie du sud profita aussi du conflit grâce ses ressources naturelles, notamment le pétrole du Texas. En revanche, le logement et les transports traversèrent une crise profonde (entre autres à cause du rationnement de l'essence).
La guerre multiplia les occasions d’ascension sociale. Les femmes travaillèrent en plus grand nombre ; pour la première fois, plus de femmes mariées que de célibataires avaient un emploi. Elles eurent accès (très provisoirement) à des emplois nouveaux, notamment dans l’industrie ; 200 000 femmes portèrent l’uniforme. Les Noirs bénéficièrent aussi des occasions offertes par la guerre. En juin 1942, Roosevelt interdit toute discrimination raciale dans les entreprises qui travaillaient pour la défense nationale ; cette mesure fut inégalement appliquée, malgré la formation d’une commission chargée d’en surveiller l’application, mais les progrès furent indéniables. La ségrégation recula aussi dans la marine qui, fière d’être lily-white, se refusait jusque-là obstinément à les engager à des postes autres que de service ou d’entretien ainsi que dans les écoles d’officiers. Dans la marine, les progrès furent très nets et, en octobre 1940, un Noir devint général de l’armée de terre. Cependant, la ségrégation par unité resta la règle dans cette armée.
Le gouvernement organisa la propagande de guerre en juin 1942, en créant un « Bureau de l'information de guerre » (Office of War Information) qui sut éviter les excès de la Première Guerre mondiale. On assista à une mobilisation de culture : ainsi, la plupart des héros de bande dessinée « s’engagèrent » ; les stars de la chanson multiplièrent les tournées aux armées ; Hollywood s’engagea également dans la bataille. L’opinion, dans l’ensemble, n’en était pas choquée : elle partageait les objectifs du gouvernement et l’optimisme dont à long terme dont il faisait preuve. Dans une société où l’encadrement de la jeunesse par les adultes s’était beaucoup relâché, on vit apparaître les premières manifestations d’une « culture jeune », moins contestataire que « décalée » : premiers blue-jeans, mode zoot suit (« zazou »), culte de Frank Sinatra, dont le look assez peu « viril » exaspérait les adultes…
Des tensions subsistaient cependant. Les milieux d’affaires s’accommodaient de moins en moins du dirigisme officiel, pourtant bien modéré. Dans le monde du travail, en 1940-1941, les syndicats tentèrent de profiter des tensions sur le marché du travail pour exiger que l’État forçât les entreprises à appliquer réellement la législation sociale, si nécessaire en refusant de traiter avec les contrevenants ; mais, pour Roosevelt, l’heure n’était pas à irriter les producteurs… d’où une première vague de grèves, notamment dans l’industrie aéronautique en Californie au début de 1941. Après l’entrée en guerre, les syndicats, CIO compris, renoncèrent spontanément à ce moyen d’action ; en échange, ils siégèrent aux différentes agences. Mais le mécontentement n’avait pas cessé ; en particulier, les agences de guerre ne tardèrent pas à être accusées de favoriser systématiquement les grandes entreprises, le big business (les grandes entreprises se renforcèrent : en 1943, 100 firmes assuraient 70 % de la production militaire). Ce fut l’ébauche de ce qu’on appela plus tard le « complexe militaro-industriel ». De plus, la législation sociale avait été mise à mal : les conditions de travail des enfants avaient été assouplies, les horaires hebdomadaires étaient passés de 40 à 48 heures avec paiement des heures supplémentaires. Même si les salaires avait été augmentés, cela faisait beaucoup.
De fait, en 1943, il y eut à nouveau des grèves dans les mines de charbon de Pennsylvanie, à l’appel de Lewis qui haïssait Roosevelt depuis l’échec des grèves de 1937, et aussi par pacifisme ; ce conflit fut une grave erreur de sa part car les médias le diabolisèrent ; mais les salaires des mineurs augmentèrent. En juin 1943, par la loi Smith-Connally (en) le gouvernement décida de limiter le recours au droit de grève dans les entreprises travaillant pour la défense. Au total, cependant, les syndicats gagnèrent en audience et en respectabilité (notamment le CIO). Enfin, les procédures de négociations collectives se banalisaient.
Les Noirs n’étaient pas non plus entièrement satisfaits. Alors que plus d'un million d’entre eux servirent dans l’armée dont la moitié outre-mer, dans le sud on refusait de servir à boire aux appelés noirs. La tension était grande dans certains centres de recrutement. Les séances de cinéma de propagande et même les prises de sang et les réserves de plasma sanguin étaient ségréguées. Les Noirs eurent également de la peine à trouver de l’emploi dans les industries de guerre les plus modernes et où les salaires étaient les plus élevés comme l’aéronautique. Roosevelt n’était pas décidé à s’engager davantage en leur faveur : en 1942, il déclara que « nous devons commencer par la guerre avant de faire des plans d’avenir ». En juin 1943, il y eut même des émeutes sanglantes à Détroit où la population s’était beaucoup accrue en quelques mois, où des entreprises comme Ford mettaient fin à la discrimination raciale et où la crise du logement était particulièrement aiguë. Des Noirs s’attaquèrent à des boutiques tenues par des Blancs puis les affrontements s’étendirent à toute la ville. Il y eut 34 morts dont 25 Noirs dans cette « semaine sanglante » (qui ne dura effectivement que trente heures). D’autres violences meurtrières éclatèrent à Harlem. Il y eut également des incidents entre des marins et de jeunes Mexicains à Los Angeles. Et puis la ségrégation continuait : le journal de la NAACP (National Association for the Advancement of Coloured People : association nationale pour le progrès des gens de couleur) soulignait que « cela par[aissait] diablement fou d’être contre des bancs publics réservés aux juifs de Berlin, et d’être pour des bancs réservés aux coloured à Talahasse, Floride ». Mais les sudistes ne voulaient rien entendre. Aussi, en 1942, apparut un Congress of Racial Equality (CORE), qui commença à entreprendre dans le sud des actions non violentes pour obtenir la fin de la ségrégation dans les lieux publics. 
Il n’y eut pas d’arrestation de socialistes et de pacifistes comme en 1917 ; les objecteurs de conscience, quakers et mennonites notamment se virent offrir des affectations dans le corps médical des armées ou, pour les plus hostiles à l’uniforme, dans l’exploitation forestière. Cinq mille personnes finirent quand même en prison pour refus complet de tout embrigadement parmi lesquelles de nombreux témoins de Jéhovah. On laissa les Germano-Américains et les Italo-Américains tranquilles à l’exception de quelques milliers d’extrémistes. Il y eut même des mesures de naturalisation accélérée pour les Italo-Américains ; il faut dire que certains d’entre eux firent preuve de « loyauté », comme le mafioso Lucky Luciano qui servit d’intermédiaire entre les troupes américaines et les « familles » lors du débarquement en Sicile…
Il y eut cependant une exception de taille. La psychose de l’invasion se traduisit, en février 1942, par l’internement dans des camps de concentration situés dans les Rocheuses de tous les Nippo-Américains de la côte pacifique. Leurs biens furent vendus, leurs logements occupés par d’autres, les familles furent séparées. Comme en 1917, les Américains originaires d’un pays en guerre contre les États-Unis étaient soupçonnés de représenter une « cinquième colonne » et l’on n’avait pas attendu qu’ils le fassent pour les enfermer. La réalité (la bigarrure ethnique de l’Amérique) l’emportait sur le mythe (le creuset américain). Le général John DeWitt, chef de la défense de la côte pacifique, déclara ainsi : « Un Jap est un Jap […] qu’il soit citoyen américain ou non […] je n’en veux pas. » Les Issei (première génération d’immigrés japonais, ils n’avaient pas droit à la naturalisation depuis 1924), les Nisei (deuxième génération) et les Sansei (troisième génération) étaient 110 000 au total, pour la plupart des maraîchers en Californie. Ils avaient pourtant fait preuve du plus parfait loyalisme ; mais la presse californienne s'était répandue en rumeurs de sabotage, de diffusion de signaux lumineux au-dessus de fermes appartenant à des Japonais, de tentatives d’empoisonnement par tomates suspectes, etc.
L’affaire des Nippo-Américains provoqua des protestations ; elles ne parvinrent pas à fléchir les juges de la Cour suprême. À partir de 1943, une partie des déportés parvint à convaincre les autorités des camps de leur loyauté et à sortir ; certains s’engagèrent dans l’armée et les deux unités japonaises furent parmi les plus décorées pour leur vaillance.Les soldats Nippo-Américains étaient envoyés uniquement combattre en Europe et notamment en France: le Débarquement, la bataille des Ardennes.